# يوفنتوس موسم 2012–13
كان موسم 2012–13 هو الموسم الـ115 لنادي يوفنتوس لكرة القدم في الوجود والموسم السادس على التوالي في دوري الدرجة الأولى الإيطالي لكرة القدم. فاز النادي بلقب الدوري الإيطالي للمرة الثانية على التوالي.
كان هذا الموسم هو الأول منذ موسم 1992–93 بدون القائد السابق والأسطورة أليساندرو دل بييرو، الذي انضم إلى نادي سيدني إف سي الأسترالي.